# Afrocentrismo
L'afrocentrismo, un esempio di etnocentrismo, si propone di distinguere i contributi di Europa ed Oriente da quelli africani nella storia e nella cultura e, più in particolare, di mettere al centro il contributo apportato dell'Africa in opposizione alla visione eurocentrica.
Per alcuni movimenti come gli Israeliti Neri (Black Israelites, che si considerano i veri discendenti degli ebrei originari emigrati poi in America), e la Nation of Islam, il termine assume connotati razzisti verso le altre culture ed etnie.
Si può collegare al concetto di afrofilia e opporre all'afrofobia.